# Alonso de Benavides
Alonso de Benavides, né vers 1578 né à São Miguel dans l'archipel des Açores et mort en 1635, est un missionnaire franciscain.

## Biographie
Alonso de Benavides naît vers 1578 à São Miguel dans l'archipel des Açores. Les noms et les occupations de ses parents sont inconnus. Peu après sa naissance, l'Espagne annexe l'empire portugais, y compris les Açores.
Il émigre en Nouvelle-Espagne en 1598 et fait profession religieuse au couvent franciscain de Mexico en 1602 ; après sa formation religieuse et l'ordination, Benavides sert dans une succession de postes. Après avoir été maître des novices au couvent de Puebla, il succède en 1626 à Étienne de Perea comme custode des missions du Nouveau-Mexique, et ce jusqu'en 1629. En 1627, il fonde une mission à l'emplacement de l'actuel Santa Clara Pueblo. Avec le soutien du roi d'Espagne et l'aide d'Étienne de Perea, il obtient un renfort de missionnaires.
Afin de susciter l'intérêt pour les missions auprès des Indiens au Nouveau-Mexique, il écrit et publie en 1630 deux brochures, intéressantes pour l'ethnographie et l'ethnologie du Nouveau-Mexique : Relación de los grandes Tesoros espirituales y temporales descubiertos con el auxilio de Dios en el Nuevo Mexicoet Memorial que Fray Juan de Santander de la orden de San Francisco &c. presenta á la Majestad Católica del Rey ; le Memorial connaît le succès et est traduit en français, néerlandais, latin et allemand.
Il retourne en Espagne de 1630 à 1635. Il est en contact avec la religieuse mystique Marie d'Agréda et le confesseur de Francisco de Melo. Il est nommé archevêque auxiliaire de Goa ; il meurt pendant le voyage pour s'y rendre.